# ヴィジャヤンティマーラー
ヴィジャヤンティマーラー（Vyjayanthimala、1933年8月13日 - ）は、インドのヒンディー語映画で活動した女優、ダンサー、政治家。「インド映画初の女性スーパースター」と称され、女優のキャリアを通してフィルムフェア賞を5回、ベンガル映画ジャーナリスト協会賞を2回受賞している。1949年にタミル語映画『Vaazhkai』で女優デビューし、続けて1950年に『Jeevitham』でテルグ語映画、1951年に『Bahar』でヒンディー語映画デビューした後、『Nagin』でブレイクした。また、1955年に出演した『デーヴダース』ではチャンドラムキー役を演じて批評家から演技を絶賛され、キャリアの中で最も評価の高い役柄の一つに挙げられている。女優業を引退後は政界に進出し、連邦下院議員、連邦上院議員を務めている。また、長年にわたる映画界・古典舞踊界での貢献を認められ、パドマ・シュリー勲章、パドマ・ヴィブーシャン勲章、サンギータ・ナータク・アカデミー賞を授与されている。

## 生い立ち

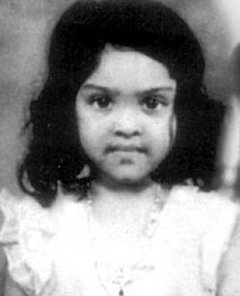
幼少期のヴィジャヤンティマーラー（1938年）

1933年8月13日、マドラスのパルタサーラティ寺院近郊のトリプリケーンに暮らすアイエンガル（タミル人バラモン）の夫婦マンディヤム・ダティ・ラーマンとヴァスンダーラー・デーヴィの娘として生まれた。母方の叔父にはY・G・パルタサーラティがおり、祖父マンディヤム・ダティ・ゴーパーラチャーリヤは1938年から老人ホームを経営していた。彼女はタミル語を母語とし、幼少期は祖母ヤードゥギリ・デーヴィのもとで過ごした。母のヴァスンダーラー・デーヴィは女優として1940年代のタミル語映画で活動し、彼女が主演を務めた『Mangamma Sabatham』は「興行的な成功を収めた初のタミル語映画」として映画史に記録されている。
ヴィジャヤンティマーラーはマドラスのチャーチ・パークにある修道院学校で教育を受けるかたわら、ヴァルヴール・ラーマイヤ・ピッライからバラタナティヤムを学んだほか、D・K・パッタンマル、K・V・ナーラーヤナスワーミー、M・S・スブラクシュミ、K・P・キッタッパ・ピッライ、タンジャーヴール・K・P・シヴァナンダム、マナッカル・シヴァラージ・アイヤルからカルナーティック音楽を学んでいる。また、5歳の時に母に連れられてバチカンを訪問してローマ教皇ピウス11世に謁見した際、彼の前で古典舞踊を披露している。さらに13歳からアランゲトラムを学び始め、その後マドラス管区各地での公演に参加するようになった。

## キャリア

### 女優

#### 1949年 - 1954年

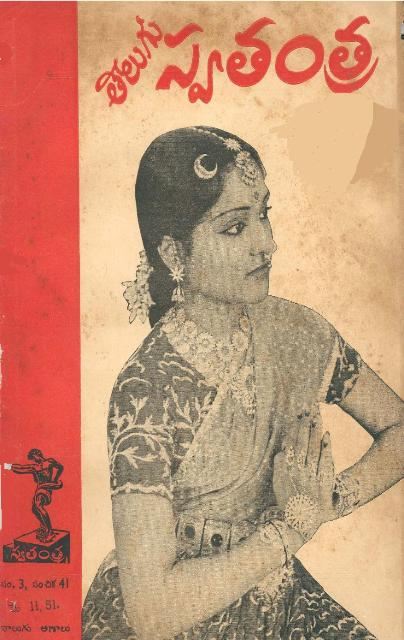
テルグ語雑誌『スワタントラ・ウィークリー』の表紙を飾るヴィジャヤンティマーラー（1951年）

『Vaazhkai』に出演させる新人を探していたM・V・ラーマンは、マドラスにあるゴーカレー・ホールの公演でバラタナティヤムを披露していたヴィジャヤンティマーラーに出会い、彼女をスカウトした。スカウトの話を聞いた祖母ヤードゥギリ・デーヴィは、映画に出演するには若過ぎることや、教育や舞踊に支障が出ることを危惧して映画出演に反対したものの、ヴィジャヤンティマーラーは出演を承諾した。同作では大学生モーハナ・シヴァシャンカラリンガム役を演じ、S・V・サハースラーナマン、M・S・ドラウパディ、T・R・ラーマチャンドラン、K・サンカラーパニと共演して興行的な成功を収めた。1950年にはテルグ語リメイク版『Jeevitham』にも引き続き出演して興行的な成功を収め、C・H・ナーラーヤナ・ラーオ、S・ヴァララクシュミ、C・S・R・アンジャネユルと共演している。同作ではテルグ語に堪能だった父の指導を受けながら吹き替えも行っている。『Vijayakumari』ではT・R・ラージャクマーリーと共演し、ヴェーダンタム・ラーガヴァイヤが振り付けを手掛けた挿入曲「laalu...laalu...laalu」のダンサーを務めた。同作の興行成績は芳しくなかったものの、ヴィジャヤンティマーラーの西洋スタイルの舞踊は話題を集め、映画のハイライトの一つとなった。1951年には『Vaazhkai』のヒンディー語リメイク版『Bahar』で再びヒロイン役を演じ、カラン・ディワーン、オーム・プラカーシュ、パンダリ・バーイーと共演した。出演に際して、ヴィジャヤンティマーラーはヒンディー語を学んで撮影に臨んでおり、『Upperstall.com』は彼女について「彼女のダンスは映画に生命を吹き込んだが、それは当時の北インドの観客にとって新鮮なものに感じられただろう」と批評している。また、同作は年間興行成績第6位にランクインするなど、興行的にも成功を収めている。成功を収めた後、ヴィジャヤンティマーラーはAVMプロダクションのA・V・メイヤッパンがプロデュースする多言語映画に起用された。最初に製作された『Penn』（タミル語映画）ではジェミニ・ガネーサン、S・バーラチャンダル、アンジャリ・デーヴィと共演し、J・P・チャンドラバーブが歌手を務めた挿入曲「Kalyanam...venum」が人気を集めた。続いて製作された『Sangham』（テルグ語映画）ではN・T・ラーマ・ラオ、S・バーラチャンダル、アンジャリ・デーヴィと共演し、『Penn』と共に南インドで成功を収めた。また、ヒンディー語リメイク版『Ladki』ではキショール・クマール、バーラト・ブーシャンと共演し、アンジャリ・デーヴィと共にオリジナル版と同じ役を演じている。彼女の演技について『Upperstall.com』は「ヴィジャヤンティマーラーのダンスが映画の救いであるが、彼女が踊るまでの展開がワザとらしく、どう見ても品がない点は、今にしてみれば失笑ものだ……そして『Ladki』自体も、"フェミニスト"のおてんば娘ヴィジャヤンティマーラーに演技じみたことを特に求めてはいないようだ」と批評しており、映画自体は年間興行成績第2位にランクインするヒット作となった。
1954年は『Nagin』でプラディープ・クマールと共演し、年間興行成績第1位にランクインするブロックバスター映画となった。同作ではナガ族の族長マーラー役を演じ、『フィルムフェア』から「タイトルロールの丘の美女を演じたヴィジャヤンティマーラーは、魅力的な美しい外見だけではなく、称賛に値する演技を見せてくれた。彼女のダンスはとても優雅であり、特に色彩を帯びたシーンやフィニッシュに向けた子気味よいバレエは目を見張るものがある」、『ザ・ヒンドゥー』から「若干18歳のヴィジャヤンティマーラーは、その圧倒的な美貌でスクリーンを照らし、楽曲ごとに華麗に動き回っている……ヴィジャヤンティマーラーのクローズアップ・ショットは、少しの努力で多くのことを伝える彼女の能力を際立たせている……『Nagin』はヒンディー語映画界において、彼女が演技とダンスの才能を併せ持ち、スクリーンを支配するアイコニックな俳優として台頭する先駆け的な作品となった」とそれぞれ批評されている。同作がインド全域で成功を収めたことで、ヴィジャヤンティマーラーはヒンディー語映画を代表する主演女優の地位を確立した。また、ヘマント・クマールが手掛けた音楽と、ラタ・マンゲシュカルが歌手、ヴィジャヤンティマーラーがダンサーを務めた挿入曲「Man Dole, Mera tan dole」も高い評価を得ている。続けて出演した『Miss Mala』ではキショール・クマールと共演して興行的な成功を収め、G・D・ヴェンカトラームがプロデュースした『Asha Nirasha』でカンナダ語映画デビューを果たした。『Asha Nirasha』にはラタ・マンゲシュカル、アシャ・ボスレ、モハメド・ラフィがプレイバックシンガーとして参加していたが、公開されずお蔵入りとなっている。これについて、ヴェンカトラームの息子シュリーカーント・ヴェンカトラームは「公開されたものの、興行成績があまりにも酷い結果に終わったことで存在自体が忘れ去られてしまっただけだ」と語っている。

#### 1955年 - 1957年

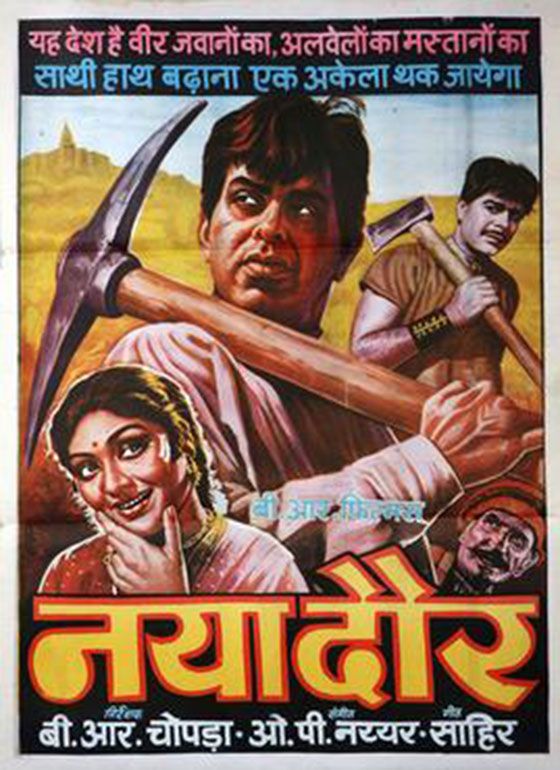
『新世代』の映画ポスター

1955年は5本のヒンディー語映画に出演した。『Yasmin』ではスレーシュ、『Pehli Jhalak』ではキショール・クマール、『Sitara』ではプラディープ・クマール、『Jashan』ではカラン・ディワーンと共演したが、いずれも興行成績は芳しくなかった。そんな中、ビマル・ロイの『デーヴダース』ではディリープ・クマールと共演し、「黄金の心を持つ娼婦」であるチャンドラムキー役を演じて高い評価を得ている。当初、彼女がビマル・ロイ作品に出演することに業界内では「何故コメディアンのキショール・クマールをデーヴダース役にしないんだ?」と冷ややかな声が挙がったという。チャンドラムキ役にはナルギスが検討されていたものの、彼女が出演を辞退し、その後に出演依頼を受けたビーナー・ラーイとスライヤもヒロインのパーロー役を希望していたため辞退している。その後、ビマル・ロイ・プロダクションが経営危機に陥り、そのころにヴィジャヤンティマーラーがチャンドラムキー役に名乗りを挙げたという。一方、脚本家のナベンドゥ・ゴーシュは彼女のついて「私はヴィジャヤンティマーラーがチャンドラムキー役を演じることを認めていなかったが、ほかに選択肢はなかった。誰もチャンドラムキー役をやりたがらず、私たちは配給にコミットしていた。無論、彼女が優れた女優であることは間違いないが、ショロトチョンドロ・チョットパッダエが思い描いたチャンドラムキーとしては若過ぎたのだ」と語っている。彼女の演技について、『Rediff.com』は「ヴィジャヤンティマーラーは、チャンドラムキーに真のシンパシーを吹き込んだ。チャンドラムキ以外の誰が絶望的な愛の苦しみを知っているだろうか……ヴィジャヤンティマーラーは大ヒットを記録した『Nagin』後、まだ女優としての演技を確立していなかったが、そんな中でビマル・ロイは流れに逆らい、彼女をチャンドラムキー役に起用したのだ」と批評しており、彼女はフィルムフェア賞 助演女優賞を受賞したものの、「自分が演じた役柄は、スチトラ・セーンが演じたパーロー役と同等の重要性を持つ主役級のキャラクターであり、脇役ではない」という考えから賞の受け取りを辞退した。フィルムフェア賞史上、賞の受け取りを辞退した俳優はヴィジャヤンティマーラーが初めてである。2006年に『Rediff.com』が実施したアンケートでは、彼女が演じたチャンドラムキーが「ヒンディー語映画における最高のタワーイフ」の一人としてランクインしており、『ザ・タイムズ・オブ・インディア』の「あなたが愛した10人の映画娼婦」の一人にも選出されている。『デーヴダース』は批評家からは絶賛されたものの興行的には伸び悩み、年間興行成績は第10位という結果に終わっている。
1956年は『Taj』『Patrani』『Anjaan: Somewhere in Delhi』でプラディープ・クマールと共演し、『Kismet Ka Khel』ではスニール・ダットと共演している。また、タミル語映画『Kanavane Kankanda Deivam』のヒンディー語リメイク版『Devta』にも出演しており、オリジナル版でラリターが演じた脇役のファム・ファタールを演じている。『Upperstall.com』によるとヴィジャヤンティマーラーが演じたナーガ・ラーニー役は映画に置いて重要なキャラクターであり、彼女が披露するダンスは映画の最大の魅力であると指摘している。このほか、ジェミニ・ガネーサンとアンジャリ・デーヴィがオリジナル版と同じ役柄で出演している。また、ソーラブ・モディの『Raj Hath』でもプラディープ・クマールのパートナー役として起用されたがスケジュールの都合で降板し、代わってマドゥバーラーが出演している。『New Delhi』ではキショール・クマールと共演し、年間興行成績第5位にランクインするヒット作となった。同作ではキショール・クマール演じるパンジャーブ人男性とヴィジャヤンティマーラー演じるタミル人女性の恋愛模様が描かれ、『Upperstall.com』からは「ヴィジャヤンティマーラーは、キショール・クマールに完璧な箔付けをした……彼女の出演する映画には必ずといっていいほど、古典芸術を連想させるダンスシーンが登場する。バラタナティヤム・アリルップ・ナンバーとバングラ民族舞踊を披露する彼女は本当に素晴らしい」と称賛された。続いて出演した『Marma Veeran』ではシュリラーム、ラージャスロチャナ、M・N・ラージャム、J・P・チャンドラバーブ、チットゥール・V・ナガイアーと共演したほか、N・T・ラーマ・ラオ、シヴァージ・ガネーサン、ジェミニ・ガネーサンがゲスト出演している。
1957年にはB・R・チョープラーの『新世代』でアショーク・クマールと共演する予定だったが、彼が降板したため代わってディリープ・クマールが起用されている。また、当初はマドゥバーラーがヒロイン役に起用されていたが、ボーパールでの撮影を巡って彼女の父とB・R・チョープラーとの間で意見衝突が起きたことが原因でマドゥバーラーが降板したため、代わってヴィジャヤンティマーラーが起用された。「人間対機械」を題材とした同作では村娘ラジニ役を演じ、『Rediff.com』から「彼女は沢を渡る方法を考え出し、橋を守ることに命をかける現場作業員を見事に演じた。この映画の見どころは、相性の完璧さを否定できない2人による素晴らしい共演シーンだ」と批評されたほか、『ボリウッド・ハンガマ』のタラン・アダルシュは「ヴィジャヤンティマーラーは称賛に値する演技を見せてくれた……ディリープ・クマールと彼女の関係は、とても人間的で信頼に値するものだった」と批評している。『新世代』は劇場公開終了時点で5400万ルピーの興行収入を記録し、『インドの母』に次いで年間興行成績第2位にランクインし、当時のヒンディー語映画史上最も高い興行収入を記録した作品の一つとなった。この年はフィルミスタン製作の『Tumsa Nahin Dekha』でデーヴ・アーナンドと共演する予定だったが、プロデューサーのサシャダール・ムカルジーがシャンミー・カプールを主演に起用することを彼に約束していたため、デーヴ・アーナンドの起用が見送られた。これに対し、すでにデーヴ・アーナンドとヴィジャヤンティマーラーに脚本を確認させていた監督のナーシル・フセインは反対したものの、最終的にサシャダール・ムカルジーの意見が採用されてヴィジャヤンティマーラーも降板することになり、代わってトーララーム・ジャラン（フィルミスタンのオーナー）が寵愛するアミータが起用された。『Kathputli』ではバルラージ・サーヘニーと共演し、彼が演じる人形使いの青年ロークナートの仕事を手伝う少女プシュパ役を演じた。同作の監督はアミヤ・チャクラヴァルティーが務めていたが撮影中に死去したため、残りの部分はニティン・ボースが引き継いで完成させた。ピグマリオン効果を題材にした同作は、ヴィジャヤンティマーラーが「キャリアの中で記憶の残る作品」の一つに挙げている。また、『Ek Jhalak』ではラージェーンドラ・クマール、プラディープ・クマールと共演しており、一部のシーンがカラー映像で撮影された『Aasha』ではキショール・クマールと共演して興行的な成功を収めている。同作ではキショール・クマール演じる貧民救済を行うザミーンダールの恋人ニルマラ役を演じ、キショール・クマールとアシャ・ボスレが歌手を務めた挿入曲「Eena Meena Dekha」が人気を集めた。また、挿入曲「Chal Chal Re Kanhai」ではアシャ・パレクと共演している。

#### 1958年 - 1959年

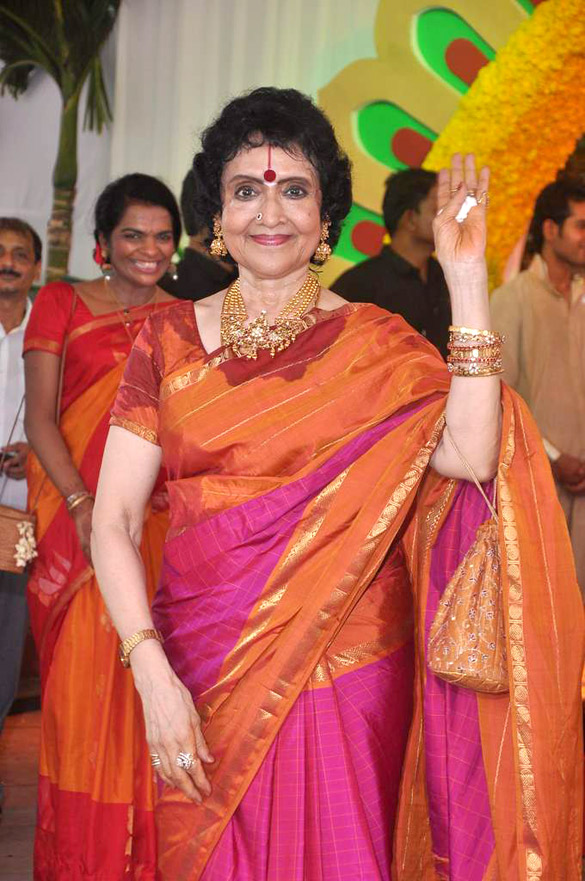
イーシャー・デーオールとバーラト・タクタニの結婚披露宴に出席するヴィジャヤンティマーラー（2012年）

1958年はビマル・ロイの『マドゥマティ』でディリープ・クマールと共演し、興行的な成功を収めた。また、同作はカルロヴィ・ヴァリ国際映画祭でも上映されている。当初、ヴィジャヤンティマーラーは4役を演じる予定だったが、最終的に3役（マドゥマティ、マーダヴィ、ラーダー）を演じることになった。彼女はネーニータールの丘陵地帯での撮影時、裸足で踊るように指示されたところ石に躓いて転倒し、足の裏の弾性線維を傷つけてしまった。ビマル・ロイは事故に困惑したものの、ヴィジャヤンティマーラーにサンダルを履いて撮影を続行するように指示したが、彼女は撮影に難儀していたという。撮影終了後も彼女は足の痛みに悩まされ、そのたびに『マドゥマティ』の撮影現場での体験を思い出したと語っている。リッティク・ゴトクが脚本を手掛けた同作は、ディリープ・クマール演じる主人公デーヴェンドラが嵐の中、廃屋に避難する場面から物語が始まり、廃屋の中で家主ラージャー・ウグナーラーヤナンの絵画を発見する。その絵画はアーナンド（デーヴェンドラの前世）がラージャーの農園で働いていたころに描かれたものであることが判明する。その後、デーヴェンドラはヴィジャヤンティマーラー演じる女性マドゥマティと恋に落ちるが、彼女はウグナーラーヤナンのアプローチから身を守るために自ら命を絶ってしまう。死後、彼女は亡霊となってウグナーラーヤナンに復讐を果たして物語は幕を閉じている。『マドゥマティ』は批評家と観客から絶賛され、年間興行成績第1位にランクインするヒット作となり、また1950年代を通しての10年間の興行成績は第5位にランクインしており、インフレ調整後の興行収入は5億8640万ルピーを記録している。3役を演じたヴィジャヤンティマーラーの演技は高い評価を得ており、『Planetbollywood.com』のシャーヒド・カーンは「ヴィジャヤンティマーラーは、私が最も好きな女優の一人というわけではないが、この役は私が彼女に完璧に圧倒された数少ない演技の一つである。主役を演じている時の彼女の表情は完璧なものだ」と批評しており、『Upperstall.com』のカラン・バーリは「ヴィジャヤンティマーラーにとって、この映画は演技と舞踊の才能を披露する機会となった。『マドゥマティ』の圧倒的なヒットによって、ヴィジャヤンティマーラーは一気にスターダムの道を駆け上がったのだ……彼女にとって大成功の年を締めくくる作品だった」と批評している。また、『マドゥマティ』は「輪廻転生を題材とした最初の映画」として映画史に名前を残した作品であり、同時にゴシック・ノワール映画としても評価されている。同作は後世の作品（『Milan』『リーインカーネーション』『Mehbooba』『Kudrat』『Karz』『Karan Arjun』）に大きな影響を与えており、特に『恋する輪廻 オーム・シャンティ・オーム』ではクライマックスの展開が『マドゥマティ』に酷似した内容だったことから、ビマル・ロイの娘リンキー・バッタチャーリヤから盗作を理由に訴訟を起こされている。
『マドゥマティ』の後はB・R・チョープラーの『Sadhna』でスニール・ダットと共演し、ニンミーが演じることを辞退した娼婦チャンパバーイー役を演じている。同作では彼女が演じる娼婦とスニール・ダット演じる大学教授との恋愛模様が描かれており、当時のインドで社会問題となっていた娼婦の社会復帰を題材としている。彼女の演技は高い評価を得ており、『ザ・ヒンドゥー』のヴィジャイ・ローカパッリは「"無力な女対社会"を題材とした素晴らしい映画たちの中で、『Sadhna』はチョープラーとヴィジャヤンティマーラーが美的に演出した現実的な描写と題材の取り扱いによって、独自の存在感を放っている」と批評し、『Rediff.com』のディネーシュ・ラヘジャは「最終的に、この映画はヴィジャヤンティマーラーのものになった。彼女の目は女性を搾取するものに対する怒りと非難の感情を有しており、誰かに受け入れられたいという明白な欲求が伝わってくる」と批評している。また、年間興行成績第5位にランクインするなど、興行的にも成功を収めている。ヴィジャヤンティマーラーは『マドゥマティ』『Sadhna』でフィルムフェア賞 主演女優賞にノミネートされ、『Sadhna』で同賞を初受賞している。『Amar Deep』ではデーヴ・アーナンドと初共演している。同作はシヴァージ・プロダクション製作のタミル語映画『Amara Deepam』のリメイク作品であり、パドミニがオリジナル版に引き続き出演しており、ヴィジャヤンティマーラーはオリジナル版でサヴィトリが演じていたアルナ役を演じている。2011年にデーヴ・アーナンドが死去した際、ヴィジャヤンティマーラーはマドラスで行った『Amar Deep』の撮影について回顧し、デーヴ・アーナンドから「パパ（Papa、ヴィジャヤンティマーラーが家族や友人から呼ばれていた通称）」と呼ばれ、彼が「パパはどこ?私のヒロインはどこだい?」と叫びながら撮影現場の中を探し回っていたことを明かしている。『Amar Deep』は観客から好評だったが、ヴィジャヤンティマーラーとデーヴ・アーナンドのコンビをヒットさせるまでにはいたらなかった。
その後、M・G・ラーマチャンドランの『Ponniyin Selvan』に出演することが発表された。同作はカルキ・クリシュナムールティの歴史小説『ポンニ河の息子』の映画化作品であり、サヴィトリ、ジェミニ・ガネーサン、パドミニ、B・サロージャー・デーヴィ、M・N・ラージャン、ナーゲーシュと共演することが明かされた。同作ではアルンモリ王子（ジェミニ・ガネーサン）の姉で、デーヴァン（M・G・ラーマチャンドラン）の妻となるクンダヴァイ王女を演じることになっていたが、M・G・ラーマチャンドランが事故で重傷を負ったことで製作が延期され、そのまま企画はお蔵入りとなった。叙事詩的映画『Vanji Kottai Valipan』ではジェミニ・ガネーサン、パドミニと共演している。同作はジェミニ・ピクチャーズ製作作品で、同社の社長S・S・ヴァーサンが監督を務めている。ヴィジャヤンティマーラーはラトナ島の王女マンダーキニー役を演じており、上映日数は100日間を越え、興行的にも成功を収めたブロックバスター映画となった。また、挿入曲「Kannum Kannum Kalanthu」でヴィジャヤンティマーラーとパドミニが披露したダンスは批評家や観客から好評を博し、映画を上回るほどの人気を集めており、史上最高のダンスシーンとしてインド映画史に記録されている。同作のヒンディー語リメイク版『Raj Tilak』にも引き続き出演しており、興行成績も好調だったが、オリジナル版を越えるほどのヒットにはいたらなかった。年末には『インディアン・エクスプレス』が「1958年に最も成功を収めた女性スター」にヴィジャヤンティマーラーを選出しているほか、『Box Office India』の「1958年に最も興行的な成功を収めた女優トップ3」で第1位に選出されている。1959年は『Paigham』でディリープ・クマール、ラージ・クマール、B・サロージャー・デーヴィ、バンダリ・バーイー、モーティラールと共演したほか、母ヴァスンダーラー・デーヴィがヴィジャヤンティマーラー演じるマンジュの母親役として出演している。同作は年間興行成績第2位にランクインするヒット作となっている。『Aasha』のタミル語リメイク版『Athisaya Penn』ではアッキネーニ・ナゲシュワラ・ラオと共演したほか、『Jawani Ki Hawa』ではプラディープ・クマールと共演している。

#### 1960年 - 1964年

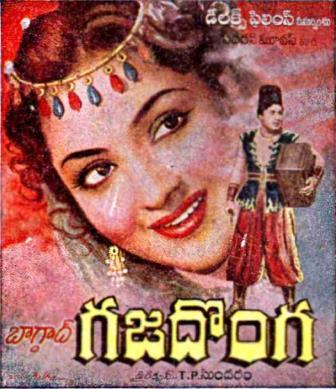
『Baghdad Thirudan』の映画ポスター

1960年はタミル語映画を中心に活動し、この年で最初に公開された出演作は『Paigham』のタミル語リメイク版『Irumbu Thirai』だった。同作ではシヴァージ・ガネーサンと『Marma Veeran』以来二度目の共演を果たし、ヴィジャヤンティマーラーやパンダリ・バーイー、B・サロージャー・デーヴィ、ヴァスンダーラー・デーヴィがオリジナル版に引き続き出演したほか、S・V・ランガ・ラーオとK・A・タンガヴェールが新たに起用された。続いて『Raja Bakthi』でもシヴァージ・ガネーサンと共演したほか、バーヌマティ、パドミニ、T・S・バーライヤ、E・V・サロージャーが出演している。カルキ・クリシュナムールティの歴史小説『Parthiban Kanavu』を原作としたD・ヨーガナンドの同名映画『Parthiban Kanavu』ではシヴァージ・ガネーサン、B・サロージャー・デーヴィと共演し、タミル語で撮影が行われたが、一部ではテルグ語・シンハラ語でも撮影されている。同作は国家映画賞 タミル語長編映画賞を受賞するなど批評家から絶賛され、ヴィジャヤンティマーラーの演技も高い評価を得たものの、興行成績は振るわなかった。『Baghdad Thirudan』ではM・G・ラーマチャンドランと共演し、『College Girl』ではシャンミー・カプールと共演したものの、年間興行成績は第18位に留まり、興行成績は平均的な結果に終わっている。
1961年はディリープ・クマールがプロデュースした『Gunga Jumna』に出演した。同作は『男の世界』からインスピレーションを得たダコイト・ドラマ映画であり、法曹界と裏社会にそれぞれ身を置く兄弟を描いている。ヴィジャヤンティマーラーはディリープ・クマール演じる主人公ガンガーに恋する幼馴染みで、銃撃戦の中で命を落とす女性ダンヌー役を演じており、役作りのために東インドの言語であるボージュプリー語を学んでいる。また、映画で彼女が身に着けているサリーはディリープ・クマールがすべて選んでいる。彼女の演技について『Rediff.com』のディネーシュ・ラヘジャは「『Gunga Jumna』は観客を喜ばせるための仕掛けをいくつか用意している……とりわけ、ディリープ・クマールとヴィジャヤンティマーラーの魅惑的な関係……この2人の並外れた演技力は、それぞれのキャラクターに深みを与えている。演技派のディリープはもちろんだが、ヴィジャヤンティマーラーの演技にも驚かされた」、『スターダスト』のK・K・ラーイは「ヴィジャヤンティマーラーは、村の少女を素朴かつ優雅に演じており、その演技力は彼女が当時のグラマラス・スターであったことを忘れさせるほどだ。また、彼女はボージュプリー語をまるでネイティブのように流暢に話していた」とそれぞれ批評しているほか、多くの批評家は南インド出身のヴィジャヤンティマーラーがボージュプリー語を完璧に習得した点を高く評価している。『Gunga Jumna』はインド全域で興行的な成功を収め、興行収入7000万ルピー（配給収入3500万ルピー）を記録するヒット作となった。また、年間興行成績第1位にランクインしたほか、1960年代を通してのヒンディー語映画興行成績は『偉大なるムガル帝国』『Sangam』に次いで第3位にランクインしている。このほか、『Box Office India』の「過去50年間の映画トップ50」では『偉大なるムガル帝国』に次いで歴代2位の興行収入（インフレ調整後の興行収入73億6000万ルピー）を記録している。同作でヴィジャヤンティマーラーは第9回フィルムフェア賞で主演女優賞を受賞したほか、第25回ベンガル映画ジャーナリスト協会賞でヒンディー語映画部門主演女優賞を受賞している。
『Gunga Jumna』の続いて出演したC・V・シュリーダルの『Nazrana』ではラージ・カプールと共演した。同作はタミル語映画『Kalyana Parisu』のリメイク作品であり、オリジナル版でB・サロージャー・デーヴィが演じたヴァサンティ役を演じている。興行成績は平均的な結果に終わり、年間興行成績第12位にランクインしている。同じくC・V・シュリーダルが手掛けた『Thennilavu』ではジェミニ・ガネーサンと共演した。同作はジャンムー・カシミール州で撮影されたタミル語映画として知られ、ストーリーとサウンドトラックは好評を得ており、興行的にも成功を収めている。J・オーム・プラカーシュの『Aas Ka Panchhi』ではラージェーンドラ・クマールと共演したが、『ザ・ヒンドゥー』から「才能の宝庫たるヴィジャヤンティマーラーはダンスや歌曲シーンで熟練のダンサーとして素晴らしい腕前を披露したものの、かろうじて及第点といったところである」と酷評されるなど全体的な評価は芳しくなかったものの、興行的にはシルバー・ジュビリーを記録するヒット作となり、年間興行成績第4位にランクインしている。1962年にマノージュ・クマールと共演した『Dr. Vidya』は平均的な興行成績に終わり、続けて出演した『Rungoli』『Jhoola』も興行的に失敗している。1963年にシヴァージ・ガネーサンと共演した『Chitor Rani Padmini』も興行的に失敗したものの、ヴィジャヤンティマーラーの演技については高く評価されている。その後、ビマル・ロイから『Bandini』でアショーク・クマール、ダルメンドラの恋人役のオファーを受けたものの、スケジュールの折り合いがつかなかったため出演を辞退している。1962年から1963年にかけて、ヴィジャヤンティマーラーは興行的に苦戦したものの、『Box Office India』は両年の「興行的に成功した女優トップ3」の第1位に彼女を選出している。
2年間の休養期間を経て、ラージ・カプールが手掛けた初のテクニカラー映画『Sangam』に出演して再び成功を収めた。「カプールの最高傑作」と評される同作はR・K・フィルムズが多額の費用を投じて製作された作品であり、当初はディリープ・クマール、ナルギス、ラージ・カプールを主演に迎え『Gharonda』のタイトルで1940年代に公開される予定だったが、1962年まで何度も製作が延期されていた。企画が始動した際、ディリープ・クマールとデーヴ・アーナンドが出演を辞退したため、ラージ・カプールとラージェーンドラ・クマールが主演を務めることになった。『Sangam』はアジア以外の地域（ヨーロッパ）で撮影された最初のインド映画であり、上映時間は当時のインド映画で最長の238分を記録した。また、同作はインターミッションが2回設けられた最初の映画としても知られている。映画の撮影はラドゥ・カルマカールが手掛け、ヴェネツィア・パリ・スイス・ロンドン・ウダカマンダラム・カシミール渓谷で撮影が行われた。『Sangam』は批評家から絶賛され、「ヒンディー語映画で最も素晴らしい三角関係を題材とした映画」と称されている。また、ヴィジャヤンティマーラーの演技について、『Rediff.com』のディネーシュ・ラヘジャは「商業映画で最も忘れがたい演技の一つ」と批評しており、彼女はフィルムフェア賞主演女優賞を受賞している。『Box Office India』によると興行収入は8000万ルピー（配給収入4000万ルピー）であり年間興行成績第1位にランクインしたほか、1960年代を通しての興行成績は第2位となっている。さらに『Box Office India』の「過去50年間における映画トップ50」では第4位（インフレ調整後の興行収入71億7315万4362ルピー）にランクインしている。興行面ではインドのみならず海外市場でも成功を収めており、中華人民共和国・ロシア・マレーシアで高い興行収入を記録している。ラーム・ムカルジーの『Leader』ではディリープ・クマールと共演し、批評家からは過去の共演作と同様に2人のコンビネーションを絶賛されており、『ザ・ヒンドゥー』からは「この映画をさらに楽しませてくれるたのは、どのフレームからも小悪魔的な魅力があふれ出すヴィジャヤンティマーラーの演技だった。2人は映画を背負い、その素晴らしい演技で喜びと笑顔を提供し、観客を魅了したのだ。彼らの演技がなければ、何マイルもかけて鑑賞する価値は生じなかっただろう」と批評されている。同作は批評家からの評価は高かったものの興行的には伸び悩み、興行成績は平均を下回る結果に終わっている。ラーマナンド・サーガルの『Zindagi』ではラージェーンドラ・クマール、ラージ・クマール、プリトヴィラージ・カプールと共演してシルバー・ジュビリーを記録するヒット作となり、年間興行成績第4位にランクインしている。アンジャリ・ピクチャーズ製作の『Phoolon Ki Sej』ではマノージュ・クマール、アショーク・クマールと共演して興行的な成功を収め、同じくジョイ・ムカルジーと共演した『Ishaara』も興行的な成功を収めている。

#### 1965年 - 1970年

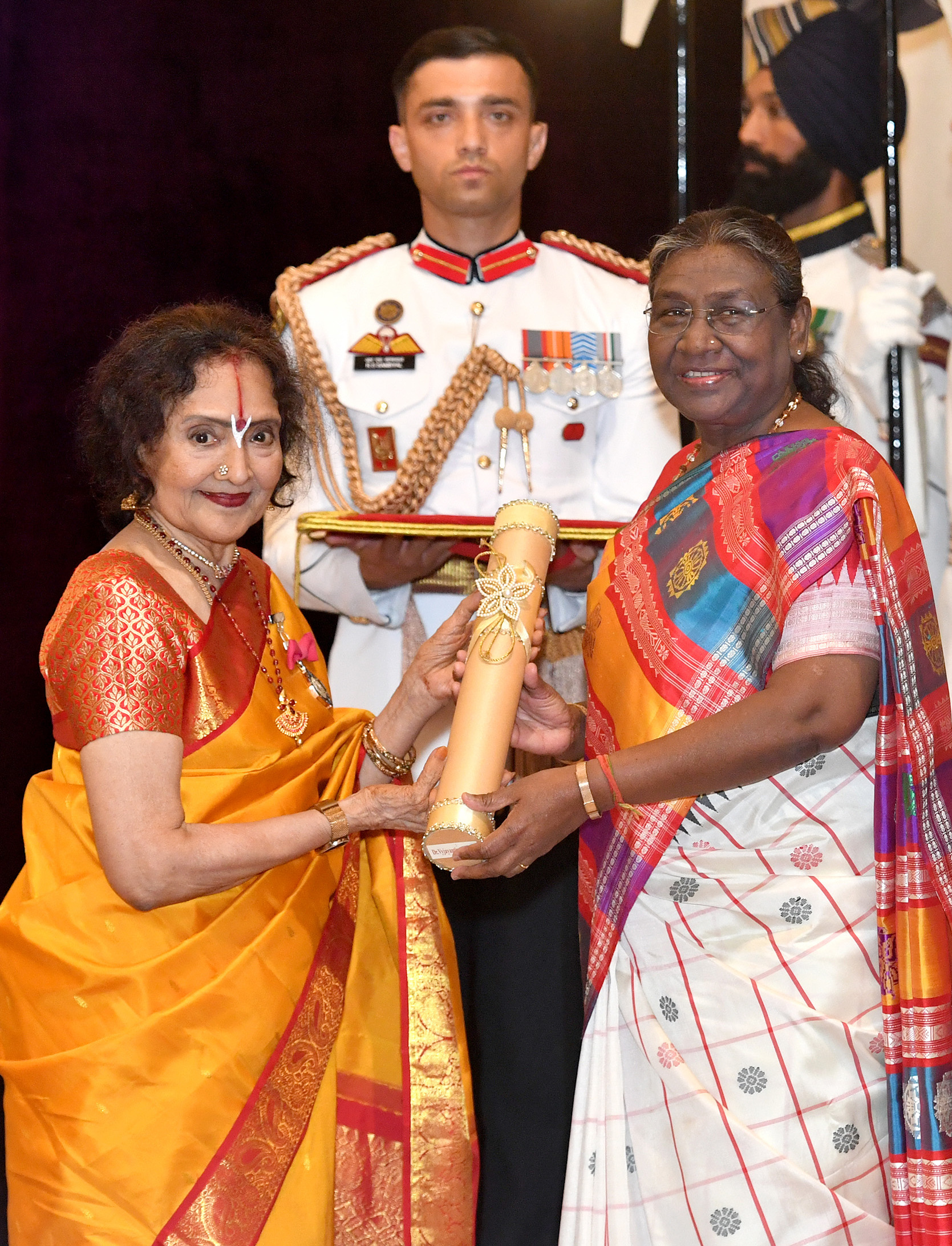
インド大統領ドラウパディ・ムルムからパドマ・ヴィブーシャン勲章を授与されるヴィジャヤンティマーラー（2024年）

1965年に出演した『Naya Kanoon』『Nam Iruvar』は興行的に失敗したものの、批評家からは高い評価を得ている。1966年に出演した『Do Dilon Ki Dastaan』の興行成績も伸び悩み、T・プラカーシュ・ラーオの『Suraj』では興行的な成功を収めた。同作ではラージェーンドラ・クマール、ムムターズ、バーラティ、ニートゥー・シンと共演し、ヒンディー語映画で最も人気のある歴史ドラマ映画の一つとなった。また、同作はラージェーンドラ・クマールと音楽監督を務めたシャンカル＝ジャイキシャンにとって最後のヒット作となり、同時にシャルダの歌手デビュー作としても知られている。『Box Office India』によると興行収入は5000万ルピー（配給収入2500万ルピー）であり、年間興行成績第2位にランクインしている。また、インフレ調整後の興行収入は5億1180万ルピーであり、1960年代を通しての興行成績は第13位となっている。一方、『Ibosnetwork.com』では興行収入は4000万ルピー（インフレ調整後の興行収入は5億426万ルピー）となっている。レーク・タンドンの『都の花嫁アムラパーリー』ではスニール・ダットと共演し、主人公アムラパーリー役を演じた。同作は批評家から絶賛され、第39回アカデミー賞の外国語映画賞インド代表作品にも選出されたものの興行的には失敗し、結果に失望したヴィジャヤンティマーラーは女優業からの引退を決意したという。後にこの話を聞いたB・R・チョープラーは、「彼女ならば、あと10年は活躍できたはずだ」と語っている。1967年はテルグ語映画『Ramudu Bheemudu』のリメイク作品『Ram Aur Shyam』でディリープ・クマールと共演する予定だったが、彼との間に不和が生じたことで降板し、代わってワヒーダー・ラフマーンが出演している。ヴィジャイ・アーナンドの『Jewel Thief』では、ディリープ・クマールとの結婚を理由に降板したサイラー・バーヌの代役として出演し、デーヴ・アーナンド、アショーク・クマール、タヌージャー、ヘレンと共演している。同作の製作はナヴケタン・フィルムズが手掛けているが、ヴィジャヤンティマーラーは同社が製作した『Guide』のヒロイン役として候補に挙がりながらも、タッド・ダニエレブスキーによって起用を見送られた経緯があり、ナヴケタン・フィルムズ作品に出演するのは『Jewel Thief』が初となる。同作が成功を収めたことで、ヴィジャヤンティマーラーとデーヴ・アーナンドのコンビは人気を集めた。公開から30年後の1996年にはデーヴ・アーナンドから続編『Return of Jewel Thief』への出演を打診されたが、映画界に復帰する意思がなかったため辞退している。『Jewel Thief』ではヴィジャヤンティマーラーが出演し、ラタ・マンゲシュカルが歌手を務めたダンス・ナンバー「Hothon Pe Aisi Baat Main」が人気を集め、「インド映画で最高のダンス・ナンバー」の一つに挙げられており、後年の『China Gate』の「Chamma Chamma」や『Tees Maar Khan』の「Sheila Ki Jawani」にも影響を与えた。ウッタム・クマールが製作・主演を務めた『Chhoti Si Mulaqat』では、オリジナル版『Agni Pariksha』でスチトラ・セーンが演じたヒロイン役を引き継いだが、興行成績は振るわなかった。タパン・シンハーの『Hatey Bazarey』ではアショーク・クマールと共演し、ベンガル語映画デビューを果たした。同作ではアショーク・クマール演じる医師アナーディ・ムカルジーと恋に落ちる未亡人チプリ役を演じて批評家から演技を絶賛されたほか、映画自体も国家映画賞 長編映画賞を受賞するなど高い評価を得ている。また、ヘマント・クマールと共同で歌手を務めた挿入曲「Shyam Tor Tore Tamal Tolay Boshe Thaki」も観客から好評を博したほか、興行成績も好調であり、1960年代を通して最も成功を収めたベンガル語映画の一つとなっている。
1968年はH・S・ラーワイルの『Sunghursh』ではディリープ・クマール、バルラージ・サーヘニー、サンジーヴ・クマールと共演しており、当初サーダナー・シヴダーサーニーが演じる予定だった娼婦ライラ役に起用された。同作はディリープ・クマールとの最後の共演作となったが、すでに2人の関係が破綻していたこともあり、撮影中は一度も言葉を交わすことがなかったという。彼女の演技は批評家から絶賛され、『ザ・ヒンドゥー』のアヌージ・クマールは「ヴィジャヤンティマーラーは相変わらず優雅だ。男性優位の映画の中で、ラーワイルは彼女が重要な役割を担うことを認識していた。彼女のダンスとノウシャードの軽快な曲調は、アブラール・アルヴィとグルザールが用意した活力に満ちた台詞にとって、歓迎すべき休息のひと時を提供してくれた」と批評しており、彼女は同作でベンガル映画ジャーナリスト協会賞ヒンディー語映画部門主演女優賞を受賞した。タミル語映画『Palum Pazhamum』をリメイクした『Saathi』ではラージェーンドラ・クマール、シミ・ガレワルと共演し、オリジナル版でB・サロージャー・デーヴィが演じたシャンティ役を演じている。また、T・プラカーシュ・ラーオの『Duniya』ではデーヴ・アーナンドと共演しており、同作が彼との最後の共演作となった。『Duniya』『Saathi』『Sunghursh』はそれぞれ年間興行成績第10位、第11位、第12位にランクインしており、これらの作品は平均的な興行成績に留まった。一方、『Duniya』は一部の批評家からはヒット作の扱いを受けており、デーヴ・アーナンド主演作の中でもしばしばヒット作として紹介されている。1969年には引退前に出演契約を結んでいた『Pyar Hi Pyar』『Prince』に出演して興行的な成功を収め、同年には国際連合総会で開催された世界人権デー20周年記念式典にインド人ダンサーとして初めて招待され、舞踊を披露した。その後、1970年に出演した『Ganwaar』を最後に女優業を引退した。
女優業を引退した後も、ヴィジャヤンティマーラーのもとには大手映画スタジオから出演依頼が寄せられたが、復帰の意思がなかったためすべて辞退している。1968年にラージ・カプール主演の『Sapno Ka Saudagar』から出演依頼があったが辞退しており、代わって新人女優のヘマ・マリニが起用された。1975年にはグルザールの『Aandhi』でサンジーヴ・クマールと共演する予定だったが、演じるキャラクターがインディラ・ガンディーを連想させる設定だったことを理由に降板している。また、同年にはヤシュ・チョープラーから『Deewaar』への出演を依頼された。同作はヴィジャヤンティマーラーが出演した『Gunga Jumna』からインスピレーションを得た作品であり、アミターブ・バッチャンとシャシ・カプールが出演することになっていた。彼女はアミターブ・バッチャン演じる主人公の母親役を打診されていたが辞退したため、代わってニルパ・ロイが起用された。1981年にはマノージュ・クマールから、ディリープ・クマール演じる主人公の妻役として『Kranti』への出演を打診されたが辞退しており、これらの出演を辞退したことについて『Rediff.com』のディネーシュ・ラヘジャは「高額な報酬と重要な役柄だったものの、彼女にとって魅力的とは思えなかったようだ」と指摘している。1989年にはラジニカーント主演作『Mappillai』への出演を打診されたものの、こちらも辞退している。出演を辞退されたことについて、ラジニカーントは「ヴィジャヤンティマーラーに打診したのは主人公の義母役でした。『Mappillai』にとって、とても重要なキャラクターだったのですが、プロデューサーのチランジーヴィが破格の出演料を提示したにもかかわらず、彼女は出演を辞退したのです。彼女は、私と対立する役は演じたくないし、私と争うシーンを撮影するつもりは決してないと返答したのです」と語っている。

### 政治家
1984年インド総選挙に際してインド国民会議の候補者としてマドラス南部選挙区から出馬し、ジャナタ党党首で現職議員のエラ・セリヤンと議席を争った。選挙戦でセリヤンは「私をローク・サバーに、彼女をR・R・サバー（芸術振興団体）に送ろう」とヴィジャヤンティマーラーを挑発するような言動を繰り返したが、選挙結果は彼女が33万6353票（得票率51.92パーセント）を獲得し、セリヤンに対して4万8000票の大差をつけて初当選を果たした。なお、当選同期にはアミターブ・バッチャンがいる。1989年インド総選挙では再選を目指して出馬し、ドラーヴィダ進歩党のアラディ・アルナと議席を争った。選挙結果は彼女が44万5864票（得票率53.91パーセント）を獲得し、1万2000票の差をつけて再選を果たしている。1993年8月27日からは大統領指名枠で連邦上院議員に就任し、1999年8月26日まで任期を務めた。任期満了と共にインド国民会議を離党したが、彼女は総裁ソニア・ガンディーに宛てた書簡の中で、「ラジーヴ・ガンディーの死後、党が原則から外れて民衆とのつながりを失い、誠実な党員たちの存在が遠ざけられている姿を目にして心を痛めてきました。もはや、私たちの正当性を民衆に伝えることは困難であり、このまま党に留まることを私の良心が許さないのです」と離党の理由について記している。その後、同年9月6日にはインド人民党に入党している。

## 私生活
ヴィジャヤンティマーラーは共演者との恋愛関係がしばしば噂され、特にディリープ・クマールとラージ・カプールの2人との関係が取り沙汰された。彼らは三角関係にあったとも噂され、これに激怒したディリープ・クマールによって『Ram Aur Shyam』を降板させられたと言われている。また、『Sangam』撮影中にはラージ・カプールとの不倫関係が取り沙汰された。これについて、彼女は自伝『Bonding:A Memoir』の中で「不倫報道はR・K・フィルムズの広報チームが話題作りのために流した嘘であり、そのような関係にあったことはありません」と否定しており、同様にディリープ・クマールとの関係も「あくまで噂に過ぎません」と否定している。一方、ラージ・カプールの息子リシ・カプールは自伝の中で、不倫報道が流れた際に母クリシュナ（ラージ・カプールの妻）に連れられて自宅を退去してホテル暮らしを余儀なくされ、母が「離婚するか、不倫関係を終わらせるか」を父に迫っていたことを記しており、ヴィジャヤンティマーラーの主張を批判している。彼女は撮影中に負傷した際、ラージ・カプールの主治医だったチャマンラール・バーリから治療を受けたことをきっかけに交際を始めて1968年に結婚した。彼は既婚者だったが、ヴィジャヤンティマーラーとの関係を優先して離婚している。1972年に息子スチンドラ・バーリを出産し、1986年4月21日に夫チャマンラールが死去している。
彼女はヴィシュヌ派を信仰しており、ベジタリアンとしても知られている。幼少期は讃美歌を聴いて育ち、アールワールの一人であるアーンダールを崇拝していた。また、人前で演技や舞踊を披露する前にはサラスヴァティーに祈りを捧げることを心掛けており、2024年2月にはアヨーディヤーのラーム・マンディールで開催されたラーグ・セーワ・パフォーマンスシリーズに参加し、バラタナティヤムを披露している。

## 評価

### 人物評
ヴィジャヤンティマーラーはインド映画史上最も偉大な女優の一人に挙げられ、2022年に『アウトルック・インディア』の「ボリウッド女優ベスト75」の一人に選出されている。また、1950年代から1960年代にかけて最も出演料が高額な女優の一人だった彼女は、1954年から1967年にかけて『Box Office India』の「トップ女優」の一人に選出され、このうち第1位に6回（1958年、1959年、1961年-1964年）選出されている。『インディアン・エクスプレス』のアルシ・ジャインは彼女を「インド映画初の女性スーパースター」と評したほか、ヒンディー語映画・タミル語映画・テルグ語映画で絶対的な人気を集めたことから「最初の汎インド・スター」とも評している。

### 受賞歴
| 年                               | 部門                                                 | 作品               | 結果       | 出典            |
| 栄典                             | 栄典                                                 | 栄典               | 栄典       | 栄典            |
| -------------------------------- | ---------------------------------------------------- | ------------------ | ---------- | --------------- |
| 1968年                           | パドマ・シュリー勲章                                 | N/A                | 受賞       | [ 169 ]         |
| 1979年                           | カライマーマニ賞                                     | N/A                | 受賞       | [ 170 ]         |
| 2005年                           | バンガロール・ガーヤーナ・サマージ創立100周年記念賞  | N/A                | 受賞       | [ 171 ] [ 172 ] |
| 2011年                           | フランス政府表彰                                     | N/A                | 受賞       | [ 173 ]         |
| 2019年                           | バーラサーラスワティ賞                               | N/A                | 受賞       | [ 1 ]           |
| 2024年                           | パドマ・ヴィブーシャン勲章                           | N/A                | 受賞       | [ 174 ] [ 175 ] |
| 名誉学位                         |                                                      |                    |            |                 |
| 1995年                           | 名誉文学博士                                         | アンナーマライ大学 | 受賞       | [ 1 ]           |
| サンギータ・ナータク・アカデミー |                                                      |                    |            |                 |
| 1982年                           | サンギータ・ナータク・アカデミー賞                   | バラタナティヤム   | 受賞       | [ 176 ]         |
| 2012年                           | サンギータ・ナータク・アカデミー・タゴール・ラトナ賞 | 舞踊               | 受賞       | [ 177 ]         |
| マドラス音楽アカデミー           |                                                      |                    |            |                 |
| 2000年                           | TKK記念賞                                            | N/A                | 受賞       | [ 178 ]         |
| フィルムフェア賞                 |                                                      |                    |            |                 |
| 1957年                           | 助演女優賞                                           | 『デーヴダース』   | 受賞       | [ 179 ]         |
| 1959年                           | 主演女優賞                                           | 『Sadhna』         | 受賞       | [ 179 ]         |
| 1959年                           | 主演女優賞                                           | 『マドゥマティ』   | ノミネート | [ 179 ]         |
| 1962年                           | 主演女優賞                                           | 『Gunga Jumna』    | 受賞       | [ 179 ]         |
| 1965年                           | 主演女優賞                                           | 『Sangam』         | 受賞       | [ 179 ]         |
| 1996年                           | 生涯功労賞                                           | N/A                | 受賞       | [ 179 ]         |
| ベンガル映画ジャーナリスト協会賞 |                                                      |                    |            |                 |
| 1961年                           | ヒンディー語映画部門主演女優賞                       | 『Gunga Jumna』    | 受賞       | [ 98 ]          |
| 1968年                           | ヒンディー語映画部門主演女優賞                       | 『Sunghursh』      | 受賞       | [ 180 ]         |
| タミル・ナードゥ州映画賞         |                                                      |                    |            |                 |
| 2001年                           | テャーガラージャー・バーガヴァダル賞                 | N/A                | 受賞       | [ 181 ]         |
| スターダスト・アワード           |                                                      |                    |            |                 |
| 2013年                           | プライド・オブ・フィルム・インダストリー賞           | N/A                | 受賞       | [ 182 ]         |
| 製作者組合映画賞                 |                                                      |                    |            |                 |
| 2012年                           | 特別賞                                               | N/A                | 受賞       |                 |
| アッキネーニ国際財団             |                                                      |                    |            |                 |
| 2008年                           | ANRナショナル・アワード                              | N/A                | 受賞       | [ 183 ]         |
| インド商工会議所連盟             |                                                      |                    |            |                 |
| 2006年                           | 生ける伝説賞                                         | N/A                | 受賞       | [ 184 ]         |
| 生涯功労賞                       |                                                      |                    |            |                 |
| 1998年                           | ロンドン・アジア映画祭                               | N/A                | 受賞       |                 |
| 2002年                           | カラカール賞                                         | N/A                | 受賞       | [ 185 ]         |
| 2005年                           | ボリウッド映画賞                                     | N/A                | 受賞       | [ 186 ]         |
| 2006年                           | プネー国際映画祭                                     | N/A                | 受賞       | [ 1 ]           |
| 2012年                           | ベンガルール国際映画祭                               | N/A                | 受賞       | [ 187 ]         |
| 2022年                           | アナンダローク賞                                     | N/A                | 受賞       | [ 188 ]         |